# Castellafiume
Castellafiume – miejscowość i gmina we Włoszech, w regionie Abruzja, w prowincji L’Aquila.
Według danych na rok 2004 gminę zamieszkiwało 1049 osób, 43,7 os./km².